# Due poesie di Konstantin Bal'mont
Le Due poesie di Konstantin Bal'mont sono composizioni di Igor' Fëdorovič Stravinskij scritte nel 1911 su testi del poeta russo Konstantin Bal'mont.

## Storia
Terminata la stagione di rappresentazioni a Parigi durante la quale venne eseguito Petruška, Stravinskij rientrò nella sua proprietà di Ustyluh in Russia con l'intento di dedicarsi alla composizione de La sagra della primavera; egli riuscì però a trovare il tempo, tra l'estate e l'autunno, per comporre anche la cantata per coro e orchestra Le Roi des étoiles e due canzoni su testi del poeta Bal'mont, Il nontiscordardime e La colomba, tratte dalla raccolta Seljony wertograd (Il verde giardino) pubblicata nel 1909 a San Pietroburgo. La prima esecuzione dei due brani avvenne  il 28 novembre 1912 nella Piccola Sala del Conservatorio di Mosca con interprete il soprano Sandra Belling accompagnata al pianoforte da E. Belling. Nel 1954 Stravinskij arrangiò le due canzoni per orchestra da camera, realizzando una strumentazione quasi uguale a quella delle Tre poesie della lirica giapponese per motivi pratici di esecuzione.

## Testi
- Il nontiscordardime (Lento lento)

  Fiorisce il nontiscordardime, 

  tutto per te, mio amore, tutto per te,

  presso un ruscello, con i petali che nel crescere

  schiudono il loro azzurro fondo.

  Poi, a notte, quando la luce delle stelle

  t'illumina col suo riverbero,

  e quando l'alba infrange l'ultima stella della notte

  scolorando sembra dire: "Sarai tu mia?".

  Il nontiscordardime è ora tutto in fiore,

  coi suoi teneri occhi così dolci ed azzurri,

  mi ascolti tu, o fiore d'amore?

  Ascolta la voce del fiore!
- La colomba (Molto sostenuto)

   Sul davanzale della finestra vi è la rosa

   e là sul tetto la colomba,

   le vedi entrambe, ora, oh guarda

   la colomba vola verso la rosa?

   Rosso il fiore, bianca la colomba,

   rosso e bianco avvinti assieme,

   bianco e rosso in stretto amore,

   ma poi la colomba vola via.

   O mia meravigliosa bianca colomba,

   ti sei scordata del mio davanzale,

   o mia meravigliosa bianca colomba

   ritorna volando all'amore che t'aspetta.

## Organico
La versione del 1954 per voce e orchestra da camera comprende: Soprano, due flauti , due clarinetti (2° in Si♭), pianoforte, due violini, viola, violoncello.